# Список латинских писателей раннего Средневековья
В статье представлен список латиноязычных авторов раннего Средневековья (а также в ряде случаев их основных произведений) — от падения Западной Римской империи до Первого крестового похода (476—1099 годы). При написании имён за основу берётся латинская форма, которая может отличаться от современных французских, немецких, английских и т. п. написаний.
См. также Список сохранившихся произведений классической латинской литературы.

## Последняя четвертьV—VI век

### Энциклопедисты
- Боэций. Около 480—524.
- Кассиодор. Около 488 — около 583.

### Историки
- Виктор Витенский. Конец V века.
  - «История гонений в африканской провинции».
  - «Рассказ о страданиях семи монахов».
  - «Перечень провинций и городов Африки».
- Виктор Туннунский. Умер около 570 года, летописец.
  - «Хроника», доведена до 566 года.
- Гильда Премудрый (516?—570).
  - «О погибели Британии».
- Григорий Турский (538—594).
  - «История» в 10 книгах.
  - «Восемь книг о чудесах».
- Иордан (ум. после 551).
  - «Гетика».
  - «Происхождение и деяния римского народа»,
- Марий Аваншский. 532—596.
- Марцеллин Комит. Умер после 534.
- «Сарагосская хроника» (вторая половина VI века)

### Поэты
- Авит (Алцим Экдиций Авит). Середина V века — 518 или 525.
  - «О деяниях духовной истории» (De spiritalis historiae gestis) 2552 гекзаметра.
  - «О девстве» (De consolatoria castitatis laude).
  - Трактат «Против евтихианской ереси» (Contra euthychianam haeresim).
  - Письма (в девяти книгах, сохранилось 86 писем).
  - Наставления.
- Аратор. Около 480 — после 544.
  - «О деяниях апостолов» (De Actibus Apostolorum) в двух книгах, 2336 гекзаметров. 544 год.
- Венанций Фортунат. Около 535 — около 609.
- Драконций. Конец V века.
  - «Хвала Господу» (Die laudibus Dei). В трёх книгах.
  - «Оправдание» (Satisfactio).
  - «Ромуловы стихотворства» (Romulea).
  - «Трагедия Ореста» (Orestis tragoedia).
  - «О месяцах» (De mensibus) приписывается.
  - «О происхождении роз» (De origine rosarum) приписывается.
  - «Болезнь Пердикки» (Aegritudo Perdicae) приписывается.
- Колумба. 521—597.
  - Латинские гимны («Высший творец», «Altus Prosator»).
- Корипп (Флавий Кресконий Корипп). VI век.
  - «Иоаннида или Ливийские войны» (lohannidos seu De bellis Libycis) в 8 книгах.
  - «Похвалы Юстину Августу в четырёх книгах» (De laudibus Iustini Augusti libri IV).
  - «Панегирик Анастасию» (Panegyricum in laudem Anastasii quaestoris et magistri).
- Луксорий (англ.). Первая треть VI века.
- Максимиан. Первая половина VI века.
  - Цикл из 6 элегий.
- Элпида. Жена Боэция.
  - Гимны «Aurea luce et decore roseo» и «Felix per omnes festum mundi cardines».
- Магн Феликс Эннодий, епископ Павии. 473 или 474, Южная Галлия — 17 июля 521, Павия.
  - «Житие Епифания» (Vita Epiphanii)
  - «Панегирик Теодориху» (Panegyricus dictus Theodorico)
  - «О жизни благочестивого монаха Антония Леринского» (De Vita Beati Antonii Monachi Lerinensis)
  - «Благодарение за свою жизнь» (Eucharisticum De Vita Sua)
  - «Призвание к учению» (Paraenesis didascalica)
  - Речи. Всего 28.
  - Письма (9 книг).
  - Песни (Carmina) в 2 книгах. Всего 172 стихотворения.
  - Трактаты.
- Составление «Латинской антологии» в начале VI века.

### Другие авторы
- Аврелиан Арелатский (англ.). 523—551.
- Антонин из Пьяченцы, паломник (570-е годы).
- Апрингий из Бехи (из Пакс-Юлии) (англ.), умер в середине VI века[1]
- Ауспиций Тулонский (англ.). Конец V века.
  - Стихотворное письмо графу Арбогасту Трирскому.
- Бенедикт Нурсийский. Около 480—547.
- Вивентиол Лионский. 460—524.
- Вигилий Тапсский. VI век.
  - «Contra Felicianum Arianum de Trinitate».
- Геннадий Массилийский. Умер около 500.
- Дионисий Малый. Около 470-около 544.
- Евгиппий. V век — после 533.
  - «Житие святого Северина» (Vita sancti Severini) (511).
  - Извлечения из Августина (Thesaurus).
  - Письма.
  - Гимн святому Северину.
- Киприан Тулонский. Середина VI века. Автор «Жития Цезария Арелатского».
- Констанций Лионский (англ.).
  - «Житие Германа Оксеррского» (около 480).
- Леандр Севильский. Около 534—600/601.
- Либерат Карфагенский. Известен в 530—540-х годах.
- Мартин Брагский. Умер в 580 году.
- Ницетий Трирский. Умер около 566.
- Пасхазий Диакон. Конец V века[2]
- Петр Диакон (Скифский). (Peter the Deacon) Начало VI века.
  - (De incarnatione et gratia). Около 519.
- Понтиан из Африки (англ.). Упоминается в 544 году.
- Примасий Гадруметский (англ.). Умер около 560.
- Руриций Лиможский. Около 440 — около 510.
- Трифолий Пресвитер (англ.).
  - Письмо «Epistula ad beatum Faustum senatorem contra Ioannem Scytham monachum» (519/20).
- Троян Сентский. Умер около 530.
- Фабий Планциад Фульгенций. Возможно, тождествен епископу.
  - «Мифологиарум» в 3 кн.
  - «Expositio Vergilianae continentiae secundum philosophos moralis».
  - «Expositio sermonum antiquorum».
  - «De aetatibus mundi et hominis» в 14 кн.
- Фульгенций Руспийский. Ум. 533.
  - «Три книги к королю Тразамунду».
- Фульгенций Ферранд. Первая половина VI века, ученик Фульгенция Руспенского.
- Цезарий Арелатский. Около 470—542.
- Юлиан Померий. Умер после 498.
- Юнилий Африканский (англ.). Середина VI века[3].

Произведения римских пап:
- Феликс III (папа римский) (483—492).
- Геласий I (папа римский) (492—496).
- Симмах (папа римский) (498—514).
- Гормизд (папа римский) (514—523).
- Феликс IV (папа римский) (526—530).
- Бонифаций II (папа римский) (530—532).
- Иоанн II (папа римский) (533—535).
- Бенедикт I (папа римский) (575—579).
- Пелагий II (папа римский) (579—590).

- Эпафродит. VI век (?)
  - Сочинение по громатике.

### Законодательство
- «Свод гражданского права».
  - «Институции Юстиниана».
  - «Дигесты Юстиниана».
  - «Кодекс Юстиниана».

Законы германских королевств («варварские правды»):
- «Салическая правда». Записана в начале VI века.
- «Кодекс Эйриха» (Codex Euricianus) (англ.). Вероятно, около 475 года, сохранились отрывки (см. Вестготская правда).
- «Эдикт Теодориха» (Edictum Theoderici). Около 500 года (либо при Теодорихе II).
- (Lex Romana Visigothorum, или Breviarium Alaricianum). 506 год, свод Алариха II.
- «Бургундская правда» (Lex Burgundionum и Lex Romana Burgundiorum) Предположительно свод Гундобада (до 516 года).
- Кодекс Леовигильда (англ.). Предполагаемая кодификация, упоминаемая Исидором Севильским.

### Грамматики
- Аспер. VI век.
- Аудакс. VI век (?)
  - «Извлечения из Скавра и Палладия».
- Вакка. Вторая половина VI века. Комментатор Лукана.
- Валериан (Курций Валериан).
- Евграфий.
- Евтихий. Ученик Присциана.
  - «De verbo».
- Папириан. VI век (?).
  - «Об орфографии».
- Присциан из Кесареи. Упоминается в 512 году.
  - «Грамматические институции» в 18 книгах.
- Руфин. VI век (?)
- Феоктист. VI век (?)
- Фока (фр.). VI век (?)
  - «De nomine et verbo»
  - «De aspiratione» (Псевдо-Фока).

## VII век — две трети VIII века

### Законы
- «Алеманнская правда». Записана около 730 года.
- «Баварская правда». Записана в 741 и 748 годах.
- «Вестготская правда» («Судебная книга, Liber Judiciorum») Реккесвинта (654). Действовал до XIII века.
- «Рипуарская правда». Записана около 630 года.
- «Эдикт Ротари», короля лангобардов. 643 год.

### Италия
- Григорий I Великий. Около 540—604.
- Патерий (епископ Брешии). Умер в 606 году, компилятор трудов папы Григория I.
- Секунд Трентский. Начало VII века.
  - Труд о деяниях лангобардов (не сохранился), использован Павлом Диаконом.
- Стефан. «Песнь о павийском соборе» (около 698 года).
- Феликс Равеннский (англ.). Умер в 724 году.

- Гвидон из Равенны. VII век. Географическое описание Италии.
- Псевдо-Этик Истрийский (англ.) . «Космография». VIII век.
- Равеннский аноним. «Космография». Между 660 и началом VIII века.
- «Происхождение народа лангобардов». Конец VII века.

Грамматики:
- Мартирий. VII век (?). Грамматик.

Переписка римских пап (включенная в «Латинскую патрологию», тома 80, 87, 89):
- Бонифаций IV (папа римский) (608—615)
- Адеодат I (папа римский) (615—618)
- Бонифаций V (папа римский). (619—625)
- Гонорий I (папа римский). (625—638)
- Иоанн IV (папа римский) (640—642)
- Теодор I (папа римский) (642—649)
- Мартин I (папа римский) (649—653)
- Виталиан (папа римский) (657—672)
- Адеодат II (папа римский) (672—676)
- Домн (папа римский) (676—678)
- Агафон (папа римский) (678—681)
- Лев II (папа римский) (682—683)
- Сергий I (папа римский) (687—701)
- Иоанн VI (папа римский) (701—705)

### Африка
- Кресконий (англ.). Конец VII века. Автор канонов.

### Франция и Германия
- Бертехрамн (англ.), епископ Ле-Мана. Умер в 623.
- Бонифаций (Винфрид). 675—754.
- Вергилий Марон Грамматик (англ.). Начало VII века.
- Виллибальд Майнцский. Третья четверть VIII века. Автор «Жития св. Бонифация» [4].
- Дезидерий (архиепископ Виеннский). Умер в 607 году. Хронист.
- Дезидерий Кагорский (англ.). Около 580—655.
- Иона из Боббио (англ.). Около 600-после 659. Автор нескольких житий.
- Колумбан из Бангора. Около 540—615.
- Ландерик, епископ Парижский. Умер около 661 года (англ.)
- Сульпиций Благочестивый. Умер в 646 году
- Псевдо-Фредегар. Середина VII века.
  - «Хроника».
- Элигий. Около 588—660.

- «Продолжатели Фредегара». Три автора, охватывают период 657—768 годов.
- «Книга истории франков». Редакции 727 и 737 годов.
- «Житие святого Аманда». Первая четверть VIII века.
- «Франкская космография». Вторая половина VII века. Около 130 стихов.

Короли, чьи тексты включены в «Латинскую патрологию», тома 80, 87:
- Хлотарь II, король (584—629).
- Дагоберт I, король (629—639).
- Сигиберт III, король (639—656).
- Хлодвиг II, король (639—657).
- Хлотарь III, король (657—673).
- Хильдерик II, король (662—675).
- Дагоберт II, король (676—679).
- Теодорих III, король (675—691).

### Испания
- Браулио Сарагосский. Умер в 651 году.
- Гундемар, король готов (610—612).
- Евгений III, архиепископ Толедский (647—657) (англ.)
- Евтропий, епископ Валенсии (англ.). Умер около 610 года. Письма.
- Ильдефонс Толедский. Умер в 667 году.
- Иоанн Бикларский. Около 540-после 621.
- Исидор Севильский. Около 560—636.
  - «Этимологии».
  - «Большая хроника».
  - «История готов, вандалов и свевов».
- Максим Сарагосский (англ.). Епископ в 592—619 годах.
- Сисебут, король готов (612—620).
- Тайо Сарагосский. Епископ, около 600-около 683.
- Фруктуоз Брагский. Умер в 665 году.
- Юлиан Толедский. 642—690.
- «Испанское продолжение» хроники Исидора Севильского. Завершено в 754 году.

### Британия
- Августин Кентерберийский. Умер в 604 году.
- Альдхельм Мальмсберийский. Около 639—700 или 709.
- Беда Достопочтенный. 673—735.
  - «Церковная история народа англов» (Historia ecclesiastica gentis Anglorum).
  - «De temporibus».
  - «De ratione temporum».
- Ветберт (англ.), аббат Ярроу. Умер около 747. Автор загадок.
- Катберт Кентерберийский. Умер в 760. Автор писем.
- Кутберт из Ярроу. Умер около 755.
  - Письмо «О болезни и смерти Беды».
- Татвин, архиепископ Кентерберийский (731—734).
- Феликс из Кроуленда. Первая половина VIII века. «Житие Гутлака» (Гутлак Кроуландский).
- Феодор Кентерберийский. 602—690.
- Эддий, или Стефан Рипонский (англ.). VIII век. Автор «Жития св. Уилфрида».
- Элдфрит, король Нортумбрии (ум. 705). Автор некоторых сочинений и писем.
- Этельберт I, король Кента (ум. 616).

### Ирландия
- Августин Ирландец (Псевдо-Августин) (англ.). Автор сочинения «О чудесах Священного писания». Середина VII века (около 655), Ирландия.
- Адамнан. 627/8-704.
- Айлеран (англ.). Умер в 664. Трактат о родословии Иисуса и ряд житий.
- Когитос (англ.) из Килдара.
  - «Житие св. Бригитты» (около 650).
- Ку Куимне (англ.). Умер в 747 году. Автор «Собрания ирландских канонов» (англ.).
- Куммиан, епископ. Умер в 661 или 662 году (англ.).
- Лайдкенн из Ирландии (англ.). Умер в 661 году.
  - Автор «Лорики» и сокращений «Моралий» Григория Великого.
- Мо Куарок (англ.). Известен около 600 года.
- Мо Сину мокку Мин (англ.). Умер в 610 году, аббат Бангора.
- Муирху (англ.). Конец VII века. Автор «Жития св. Патрика».
- Олимбриан.
  - Поэма «Рубиска» (650-е годы).
- Рубин из Дайриниса (англ.). Умер в 725 году, соавтор Ку Куимне.
- Тирехан. Конец VII века. «Житие св. Патрика».
- Ультан. Умер около 657 года. Считается автором гимнов и жития св. Бригитты.
- Энгус мак Типрайти (Aengus Mac Tipraite). Умер в 745 году. Гимн св. Мартину.

- «Гесперийские речения». Вторая половина VII века.
- «Бангорский антифонарий». Ирландские гимны.

## Последняя треть VIII века — IX век

### Держава Каролингов

#### Историки
- Адон Виеннский. Умер в 874/875 году.
- Андрей из Бергамо.
  - Продолжение «Истории» Павла Диакона (около 877).
- Гинкмар Реймский. 806—882.
  - «De regis persona et regio ministerio»
  - «De ordine palatii».
  - Заключительная часть «Санбертенских анналов» (до 882).
- Нитгард. Около 790—844?.
  - «О раздорах сыновей Людовика Благочестивого».
- Павел Диакон. Около 725—799?.
  - «Римская история».
  - «История лангобардов» в 6 книгах.
- Пруденций, епископ Труа (Пруденций Труасский). Ум.861. Анналист и богослов.
- Рудольф Фульдский.
- Теган.
  - «Жизнь Людовика Благочестивого».
- Фрекульф из Лизьё. Умер в 853 году.
- Гильдуин, аббат Сен-Дени. Умер после 829 года.
- Эйнхард. Около 775—840.
  - «Жизнь Карла Великого» (Vita Caroli Magni).
- Эрхемперт, монах Монте-Кассино. Конец IX века.
- «Астроном (историк)».
  - «Жизнь императора Людовика».

- Ряд анналов.
  - «Анналы святого Аманда». 687—810 годы.
  - «Аламаннские анналы». Древнейшая часть — 709—799 годы.
  - «Анианские анналы». 670—842 годы.
  - «Анналы королевства франков».
  - «Бертинские анналы».
  - «Лоршские анналы».
  - «Старшие Мецские анналы» (Ранние Мецские анналы). Период около 675-около 805 годов.
  - «Мозельские анналы». 703—798 годы.
  - «Муассакские анналы». 670—818 годы.
  - «Анналы св. Назария».
  - «Анналы Петау». За 708—799 годы.
  - «Фульдские анналы».
  - «Вольфенбюттельские анналы». За 741—823 годы.
  - «Ведастинские анналы». Период за 874—900 годы.

#### Поэты
- Ангильберт. Около 745—814.
- Валахфрид Страбон. 809—849.
- Эйрик (Гейрик, Хейрик) Оксеррский (англ.). 841—876.
- Геральд. Середина IX века.
  - «Вальтарий». Также приписывалась Эккехарду I Санкт-Галленскому (X век) [5].
- Донат (епископ Фьезоле) (англ.). Умер в 876 году. Родом ирландец.
- Дунгал (англ.). Умер после 827 года.
- Иосиф Скот (англ.). Умер в 790-х годах.
- Колман (англ.). Ирландец, жил в Риме около 800 года.
- Милон. Первая половина IX века.
- Муадвин, или Модуин из Лиона (англ.). Ок.770-840/3.
- Седулий Скот. Известен в 850-х годах.
- Теодульф Орлеанский. Около 750—821.
- Хейтон из Рейхенау (англ.). 762/3-836.
- Эрмольд Нигелл. Первая половина IX века.
- «Ирландский изгнанник» (англ.). Некий поэт IX века, возможно, тождествен Дунгалу или Дикуилу.

- Анонимные поэмы:
  - «О победе короля Пипина над аварами» (около 796 года) (De Pippine regis Victoria Avarica).
  - «Веронский стих» (между 795 и 806) (англ.).
  - «Плач о смерти Карла» (около 814) (англ.).
  - «Плач лебедя» (около 850) (англ.).
  - «Деяния императора Карла Великого», в 5 кн. Поэт из Саксонии (англ.), около 888 года.
  - «Песнь моденских стражей» (конец IX века) (англ.).
  - «Эклога Теодула» (англ.). IX или X века. Стихотворный учебный диалог.

#### Другие авторы
- Аврелиан из Реоме. Середина IX века. Теоретик музыки.
- Агнелл Равеннский. Около 805-после 846 / около 854.
- Агобард Лионский. Около 769/779-840.
- Алкуин. Около 730—804.
- Амаларий Мецский. Умер около 850.
- Амвросий-Аутперт (англ.). Начало VIII века — 781.
- Анастасий Библиотекарь. Около 810-около 878.
- Ангелом Люксёйльский (англ.). Умер около 895 года.
- Ардон (англ.). Умер в 843 году. Агиограф.
- Бенедикт Анианский. Ок.747/750-821.
- Вандельберт Прюмский (англ.). 813-после 850.
- Гемон (епископ Гальберштадтский) (840—853) (англ.).
- Гемон Оксеррский (англ.). Умер около 855 года. Комментарии к Библии, ранее включавшиеся в состав трудов Гемона Гальберштадтского.
- Годескальк (Готшальк). 819-около 867.
- Гримальд (аббат Санкт-Галлена). Середина IX века.
- Дикуил. Ирландец. 820-е годы.
- Дуода, графиня Септиманская. Около 806-после 843.
- Иоанн Скот Эриугена. Около 810-около 877.
- Иона (епископ Орлеана). Около 760—841.
- Кадак-Андреас (англ.). Ирландец, упоминается в 798—814 годах.
- Кандид (Визо, или Хвита) (англ.). Начало IX века.
- Клавдий (епископ Туринский) (817—827).
- Мартин Лаонский (англ.). IX век. Ирландец, преподаватель.
- Пасхазий Радберт, аббат Корби. Умер в 860 году.
- Павлин II Аквилейский. Около 730/750-802. Теолог и поэт.
- Рабан Мавр. Около 776/780-856.
- Ратрамн из Корби. Умер после 868 года.
- Ремигий Лионский (англ.). Умер в 875 году.
- Римберт (архиепископ Гамбургский) (865—888).
- Серват Луп Феррьерский. Около 805—862.
- Узуард из Сен-Жермен-де-Пре. Умер около 875 года. Автор «Мартиролога» (англ.).
- Феликс Урхельский. Умер в 818 году.
- Флор Лугдунский (англ.). Умер в 850-е годы.
- Фридугис. Умер в 834 году.
- Фротарий (епископ Туля) (813—847) (англ.).
- Хельперик Оксеррский. Середина IX века.
- Хигебурга. «Житие Виллибальда Эйхштеттского» (780-е годы).
- Хильдуин (епископ Парижский), аббат Сен-Дени. 775—840.
- Эйгиль Фульдский (англ.). Около 750—822.
- Элисахар из Сен-Рикье. Начало IX века.
- Эней (епископ Парижский) (858—870) (англ.)
- Эрменрих Эльвангенский. Около 854. Автор «Жития св. Сола» (см.).

Переписка пап, включенная в «Латинскую патрологию»:
- Григорий IV (папа римский) (827—844).
- Сергий II (папа римский) (844—847).
- Лев IV (папа римский) (847—855).
- Бенедикт III (папа римский) (855—858).
- Николай I (папа римский) (858—867).

- «Каролингские книги» (трактат против II Никейского собора, составлен около 790 года).
- Сборник «Лжеисидоровы декреталии» (составлен около 842 года).

#### Грамматики
- Кандид (Бруун) (англ.). Около 820.
- Климент Скот. Начало IX века.
- Круиндмел. Первая половина IX века.
- Мартин Скот из Лана. Умер в 875 году.
- Микон из Сен-Рикье. 820-е годы.
- Петр Пизанский (фр.). Умер около 799 года. Грамматик и поэт.
- Смарагд (аббат Сент-Михиельский). Около 760-около 840.
- Хадоард из Корби (англ.). IX век.

#### Нехудожественные тексты
- «Саксонская правда» (англ.). 785 год.
- «Фризская правда». Около 785 года.

### Испания
- Альваро Кордовский (англ.). Умер в 861 году.
- Беат из Лиебаны . Около 730-около 800.
- Евлогий Кордовский. Умер в 859 году.

- «Пророческая хроника». Написана в 883 году в Овьедо.

### Британские острова
- Ненний (историк). Умер в 809 году.
  - «История бриттов» (приписывается Неннию, возможно, ошибочно). Вероятно, написана после 833 года.

## X век

### Германия

#### Историки
- Адальберт Магдебургский (или Бременский). Умер в 981 году.
- Видукинд Корвейский. 919—973.
- Лиутпранд Кремонский. Около 920—971.
- Регино Прюмский. Умер в 915 году.

- «Зальцбургские анналы». IX—X века.
- «Ксантенские анналы». Велись в Лорше и Кёльне за 790—873 годы.

#### Поэты
- Анселл Схоластик. Вторая четверть X века.
- Ноткер Заика. 840—912.
- Пурхард из Рейхенау. 990-е годы.
- Стефан (епископ Льежский) (901—920). Агиограф, автор церковной музыки.
- Туотило Санкт-Галленский. Около 850-около 915. Поэт и композитор, родом из Ирландии.
- Хросвита Гандерсгеймская. Около 935—1002.
- Эккехард I Санкт-Галленский (англ.). Умер в 973 году. По одной из концепций, автор поэмы «Вальтарий».

- Анонимные поэмы:
  - «Песнь об Оттоне» (вскоре после 955 года).
  - «Деяния Аполлония Тирского». X век.

#### Грамматики
- Бово из Корвея (итал.). Начало X века.
- «Первый ватиканский мифограф» (Ватиканские мифографы). X или первая половина XI века.

#### Другие авторы
- Балдерик (епископ Утрехта). Начало X в.
- Бруно I Великий. 925—965.
- Гунцо Новарский. Середина X века.
- Иоанн Канапариус. Автор «Жития св. Бонифация».
- Иоанн из Меца.
- Кристиан. «Легенда Кристиана о св. Вацлаве и св. Людмиле». X век.
- Отрих. Вторая половина X века.
- Радбод Утрехтский (899—917).

### Франция

#### Историки
- Рихер Реймский. Около 970-после 998.
- Флодоард Реймский. 894—966.

#### Поэты
- Аббон Горбатый (Сен-Жерменский). Начало X века.
- Одон Клюнийский. Около 878—942.
- Хукбальд Сент-Амандский. Около 850—930.

#### Другие авторы
- Адсон Дервенский (англ.). Умер в 992 году.
- Ремигий Осерский. Около 841-около 908. Грамматик.

### Италия

#### Историки
- Бенедикт из Соракты (англ.). Конец X века.
- Иоанн Диакон (из Неаполя). Умер после 910 года, продолжил «Деяния епископов Неаполя».
- Петр Диакон (из Монте-Кассино) (Peter the Deacon). Умер около 960 года. Составил «Хронику Монтекассинского монастыря».

- «Салернитанская хроника».

#### Поэты
- Евгений Вулгарий (англ.). Упоминается в 887—928 годах.
- Анонимная поэма «Деяния императора Беренгария» (около 922) (англ.).

#### Другие авторы
- Аттон (епископ Верчелльский) (924/5-960/1) (англ.).
- Гумпольд (епископ Мантуанский). Умер в 985 году. Автор «Страстей Вацлава Чешского».
- Лев, архипресвитер Неаполитанский. Середина X века.
  - Перевод «Романа об Александре» Псевдо-Каллисфена.
- Одон из Ареццо. Конец X века. Композитор и теоретик музыки.
- Ратхер Веронский (англ.). Около 887—974.

### Испания
- Готмар (епископ Жеромский). Древнейшая каталонская хроника (939 год), сохранились фрагменты.
- Себастьян Саламанкский. X век. «Хроника».

- «Хроника Муассака». Вероятно, составлена в Каталонии в конце X века.

### Британские острова
- Ассер (епископ Шербурнский)|Ассер. Середина IX века-908.
- Дунстан, архиепископ Кентерберийский. Около 909—988.
- Этельвард. Последняя четверть X века. Хронист.
- Этельвольд Уинчестерский. 909—984. Владелец служебника (Бенедикционал святого Этельвольда).

- «Анналы Камбрии». Доведены до 954 года, составлены около 970 года.

## XI век

### Германия

#### Историки
- Адам Бременский. Умер после 1080 года.
- Альперт Мецский. Умер в 1024 году. Хронист.
- Бернольд Констанцский (или Сен-Блазиенский) (англ.). Около 1054—1100.
- Бертольд из Рейхенау (англ.). Умер в 1088?. Хронист.
- Бруно Саксонский. Автор «Истории Саксонской войны» (1082).
- Випо Бургундский. 995?-1048?. Автор «Деяний Конрада II» и поэт.
- Герман из Райхенау. 1013—1054.
- Ламберт Герсфельдский. 1020-е годы-около 1085.
- Мариан Скот. 1028—1082/3.
- Тангмар Хильдесхаймский (англ.). Умер после 1022 года.
- Титмар Мерзебургский. 975—1018.
- Фрутольф Михельсбергский. Умер в 1103 году.

- «Кведлинбургские анналы». Написаны между 1008 и 1030 годами.

#### Поэты
- Адельманн Люттихский, епископ Брешии (англ.). Умер около 1061.
- Амарций Галл Пиосистрат. Середина XI века.
- Арнульф. 1040-е годы.
- Варнерий Базельский. XI век.
- Евполемий. XI век.
- Руперт Санкт-Лоренцский. Конец XI века.
- Эгберт Люттихский (Egbert de Liège). XI век.

- Анонимные поэмы:
  - «Бегство узника» (середина XI века).
  - «Руодлиб» (англ.) (1030-е годы).
  - «Кембриджские песни» (англ.). XI век.

#### Писатели
- Адальбольд II (епископ Утрехта) (1010—1026).
- Ангельрам Мецский.
- Ансельм Льежский (англ.). 1008-около 1056. История епископов Льежа.
- Бернард Утрехтский (англ.). Последняя четверть XI века.
- Берно из Райхенау (1008—1048).
- Бруно Вюрцбургский (1034—1045).
- Бруно Кверфуртский. Около 970—1009.
- Бурхард (епископ Вормсский) (англ.). Около 950—1025.
- Вазо Льежский. Около 985—1048.
- Венрих Трирский (англ.). Трактат о борьбе папы и императора (1081 год).
- Вильгельм из Хирзау. Около 1030—1091.
- Вильгельм (аббат св. Арнульфа в Меце) (англ.). Умер в 1089 году.
- Герман из Райхенау. 1013—1054.
- Гундехар II (епископ Айхштеттский) (1057—1075) (англ.)
- Ноткер Лабеон. Около 950—1022.
- Ноткер Люттихский (Льежский) (англ.). 940—1008. Ему приписывались «Деяния епископов Льежа».
- Отлох из Сент-Эммерама (англ.). Около 1010-около 1070/1072.
- Франкон Люттихский (Льежский). Математик, середина XI века.
- Херигер Лоббский. Около 925—1007. История епископов Льежа.
- Эккехард IV Санкт-Галленский. 980-не позже 1060. Хронист, также поэт.

### Франция

#### Историки
- Адемар Шабанский. Около 988—1034.
- Бальдерик из Камбре (фр.). Умер около 1100 года. Хроника Камбре, доведенная до 1090 года.
- Гийом Жюмьежский. Умер после 1070 года.
- Гийом из Пуатье. Около 1020—1090.
- Дудон Сен-Кантенский. Около 965 — между 1030 и 1043.
- Рауль Глабер. 985—1047.
- Рорик из Муассака. Умер около 1100 года.
- Эмуен из Флёри (англ.). Около 960-около 1008/1010.

#### Поэты
- Ги (епископ Амьенский), Ги из Понтье (англ.).
  - Песнь о Гастингской битве (англ.). Вскоре после 1066 года.
- Одон Мёнгский. XI век.

#### Писатели
- Аббон Флёрийский из Клюни. Около 945—1004.
- Андрей из Флёри (англ.). «Чудеса св. Бенедикта» (около 1043 года).
- Беренгарий Турский. Около 1010—1088.
- Гаунилон из Мармутье. XI век. Оппонент Ансельма Кентерберийского.
- Герберт из Орильяка, Сильвестр II (папа римский). Около 945/950-1003.
- Гумберт из Мармутье. Около 1015—1061.
- Иоанн, епископ Авранша (1060—1067), архиепископ Руана (1067—1079) (англ.).
- Ланфранк из Бека, архиепископ Кентерберийский. Около 1005—1089.
- Одилон Клюнийский. Около 962-около 1048.
- Ольберт из Жамблу. XI век.
- Петр из Меллезе (англ.). 1060-е годы.
- Фульберт, епископ Шартрский. Около 960/975-1029.

### Италия

#### Историки
- Амат из Монте-Кассино. Умер в 1101 году.
- Арнульф Миланский. Умер после 1085 года.
- Готфрид Малатерра. Конец XI века.
- Иоанн Диакон (Венеция) Умер между 1008 и 1018 годами. «Венецианская хроника».
- Ландульф Миланский. Конец XI века.
- Ландульф Хитроумный (англ.). Начало XI в., мирянин.
  - «Historia Miscella».
- Салернская хроника.

#### Поэты
- Альфан (архиепископ Салернский) (англ.). Умер в 1085 году.
- Вильгельм из Апулии. Конец XI века.
  - Поэма «Деяния Роберта Гвискара» (между 1096 и 1099).

- «Стих о победе пизанцев» (1088).

#### Писатели
- Альберих из Монтекассино. Умер в 1088 году.
- Ансельм из Безаты (Перипатетик). Середина XI века.
- Ансельмо ди Лукка. 1036—1086. Свод канонов.
- Боницо (епископ Сутри) (1074—1090) (англ.).
- Гвидон Аретинский (Гвидо д'Ареццо). Около 995—1050.
- Деусдедит (кардинал). Умер между 1097 и 1100.
- Константин Африканский. Около 1020—1087. Переводчик с арабского медицинских трактатов.
- Пётр Дамиани. 1007—1072.
- Пётр Красс из Равенны (англ.). 1080-е годы.

Документы пап:
- Иоанн XIX (папа римский) (1024—1032).
- Лев IX (папа римский) (1049—1054).
- Григорий VII (папа римский) (1073—1085).
- Виктор III (папа римский) (1086—1087).
- Урбан II (папа римский).

### Испания
- «Гарсия Толедский» (англ.). 1099 год или вскоре после. Поэт-сатирик.
- Сампиро Асторгский. Около 956—1041.

- «Первая Алаонская хроника». Конец XI века, Каталония.

### Британские острова
- Биртферт (англ.) из аббатства Рамсей. Около 970-около 1020. Агиограф, историк.
- Вульфстан II (архиепископ Йоркский) (1002—1023) (англ.). Проповеди, множество трудов.
  - Наиболее известна «Проповедь Волка к англичанам» (англ.).
- Вульфстан из Винчестера (англ.). Около 960-начало XI века. Автор житий.
- Герланд (англ.). Последняя треть XI века. Математик.
- Осберн из Кентербери (англ.). Около 1050-около 1090. Трактаты по музыке.
- Ригиварх (англ.). 1057—1099. «Житие св. Давида».
- Эльфрик Грамматик. Около 955 — около 1010. Проповеди.
- Англосаксонские хроники.

### Польша
- Dagome iudex — древнейший текст, связанный с Польшей (991 год, сохранился в переработке 1080-х годов).
- Ламберт II Сула (епископ Краковский) (1061—1071) (польск.). Хронист.
- Гертруда Польская, предположительно автор молитв (Кодекс Гертруды).

### Венгрия
- Герард Венгерский (Геллерт). Епископ Чанада в Венгрии. Около 980—1046. Толкования Библии.
- Мавр (епископ Печский), или Мор, или Маурус. Умер в 1070 году. «Легенда о св. Свораде и Бенедикте» (1064) (или Зёрарде и Бенедеке).
- «Легенда о св. Стефане» (первый вариант — около 1077 года).
- Венгерские литургические гимны. Возникли в XI веке.